# Montserrat Medalla Cufí
Montserrat Medalla Cufí (Barcelona, 1953) és una escriptora, mestra, psicopedagoga i logopeda, resident a Blanes. Es va llicenciar en Història de l'Art i ha desenvolupat la seva carrera en els àmbits de l'educació i la literatura. Entre el 2004 i el 2007 va col·laborar setmanalment amb el Diari de Girona. L'any 2007 va guanyar el certamen Dona més dona i el concurs de Relatsencatala.com, a més d'obtenir el segon premi en el certamen Peregrinas en la red. Ha participat en projectes literaris col·lectius com Il·lusions i incerteses, i Un riu de crims, així com en diverses publicacions de l'Associació de Relataires en Català, entitat que va presidir entre 2012 i 2013. Va publicar el seu primer llibre en solitari, Dones de Vidre, amb Ònix Editor, un recull de relats que exploren temes com les segones oportunitats amoroses, els trastorns d’alimentació, la violència de gènere, l'Alzheimer o el lesbianisme. En aquest darrer àmbit, aborda la figura del Don Juan femení. L'escriptor Joan Adell va redactar el pròleg del llibre.